# بلوای تبریز
تاریخ انقلاب آذربایجان یا بلوای تبریز یا به اختصار بلوای تبریز نام کتابی است درباره رویدادهای محاصره تبریز که به قلم محمدباقر ویجویه‌ای نوشته شده و نخستین بار در سال ۱۲۸۷ با چاپ سنگی منتشر شده است. این کتاب دارای نه تصویر از نبردهای این رویداد و یک نقشه از تبریز در آن زمان است که به «نقشه خریطه» مشهور شده است. این کتاب چهار ماه نخست رویدادها را از ۲۶ جمادی‌الثانی (۴ مرداد) تا ۱۶ رمضان ۱۳۲۶ (۱۹ مهر ۱۲۸۷) گزارش کرده است.

## درباره نویسنده
درباره نویسنده این کتاب (محمدباقر ویجویه‌ای) اطلاعات زیادی در دست نیست. او اهل محله ویجویه تبریز و فدک‌فروش (تاجر کرباس) بود. او از طرفداران مشروطه بود و پس از انتشار کتاب مورد سرزنش کدخدای ویجویه قرار گرفت و به زندان افتاد. کدخدا برای کیفر او پسرش احمد را در حضور او فلک کرد و اموالش را توقیف کرد. ویجویه‌ای البته توانست با دادن رشوه صد و چهل تومانی از بند آزاد شود و اموالش را پس بگیرد اما پس از رهایی به استامبول رفت و پس از مدت زیادی به تبریز برگشت. پس از درگذشت او در تبریز موقتاً در گورستان گجیل به خاک سپرده شد و چندی بعد به قم یا نجف منتقل شد. با توجه به این که احمد کسروی در کتاب تاریخ هجده ساله آذربایجان از وی با عنوان شادروان یاد کرده است مرگ او می‌بایست پیش از سال ۱۳۰۲ خورشیدی رخ داده باشد.

## محتوی

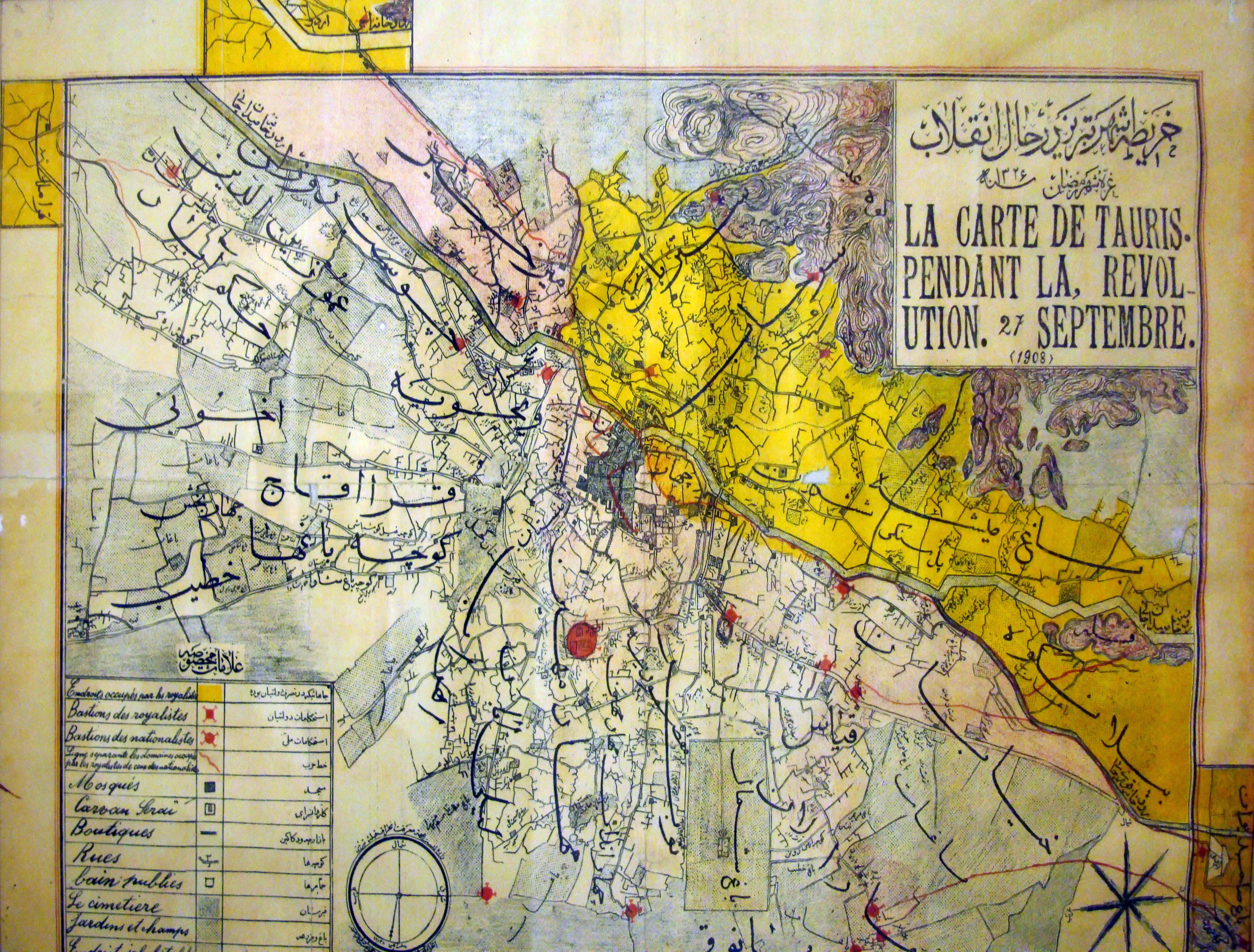
نقشه خریطه تبریز

کتاب حاوی روزنوشته‌های نویسنده و شرح مشاهدات وی در وقایع چهار ماه نخست محاصره تبریز است. روزنوشته‌ها از ۲۶ جمادی‌الثانی ۱۳۲۶ (۴ مرداد ۱۲۸۷) شروع می‌شوند و تا ۱۶ رمضان (۱۹ مهر) همان سال یعنی دو روز قبل از پیروزی مجاهدان بر انجمن اسلامیه و تصرف کامل تبریز توسط مشروطه‌خواهان ادامه می‌یابد. نویسنده پیش از پرداختن به وقایع به اختصار از شروع مقاومت در تبریز و سابقه ستارخان و باقرخان نوشته‌است. کتاب همچنین حاوی نه تصویر از نبردهای این رویداد و یک نقشه از تبریز در آن زمان است که به «نقشه خریطه» مشهور شده‌است.

## تاریخچه نشر
این کتاب نخست در سال ۱۲۸۷ به صورت چاپ سنگی و سپس (در سال ۱۳۴۵) بخش‌هایی از آن به صورت پاورقی در نشریه مهد آزادی آدینه منتشر شد. در سال ۱۳۴۸ انتشارات ابن سینا به کوشش علی کاتبی و در سال ۱۳۸۶ انتشارات امیرکبیر با تصحیح غلامرضا طباطبایی آن را منتشر کردند. علاوه بر این چاپ جدیدتری از این کتاب نیز با انتشارات یاران وجود دارد.

## نقد
کسروی آمارهای این کتاب را درباره تعداد مجاهدان، تعداد کشته شدگان، تعداد نفرات قوای دولتی و نمونه‌هائی از این دست را چندان معتبر نمی‌داند و حدس می‌زند که نویسنده نقل قول‌های گوناگون را شنیده و بیشترین آنها را گزارش کرده است. وی این آمارها را اغراق‌آمیز دانسته است.